# Mauretania Caesariensis
Mauretania Caesariensis var en romersk provins, og udgjorde den østligste del af den nordafrikanske region Mauretanien. Dette område havde tidligere udgjort en provins, men blev i 1. århundrede e.v.t. delt i to af kejser Claudius, den vestlige del fik navnet Mauretania Tingitana. Området er i dag delt mellem Marokko og Algeriet. Sit navn fik den fra provinshovedstaden, der hed Caesaria (nuv. Cherchell), en af mange byer opkaldt efter det kejserlige tilnavn, der efterhånden var blevet til en titel.
Under Diocletians reform af Romerriget (Tetrarkiet, blev den østligste del af Caesariensis udskilt som en selvstændig provins, Sitifensis, opkaldt efter sin hovedstad Sitifis. Begge disse provinser var underlagt den afrikanske vicarius, mens Tingitana blev underlagt Hispania.
De vigtigste eksportartikler fra Caesariensis var farvestoffer, især purpur, og ædeltræ. Medlemmer af amazigh og mauriistammerne var dertil højt værdsatte som soldater i den romerske hær, særligt som let rytteri. En af Trajans bedste generaler, Lusius Quietus, stammede ligesom den senere kejser Macrinus fra området. Caesaria havde indtil 330 en stor jødisk, mens Sitifis med sin store militære forlægning var et af centrerne indenfor Mithraskulten. Kristendommen blev udbredt i provinsen i løbet af 4. og 5. århundrede. Indenfor den herskende klasse blev den trinitariske kristendom erstattet af den arianske variant, da de germanske vandaler etablerede et dynasti i Africa i 430. En byzantinsk hær knuste dette rige i 533 og genetablerede den romerske kontrol over Nordafrika. De nordafrikanske provinser blev samlet i exarchatet Africa og administreret fra Karthago indtil muslimske erobrere under ummayyaderne underlagde sig hele området i 7. århundrede. Størstedelen af Mauretania Caesariensis blev en del af den vestligste muslimske provins al-Maghrib, mens resten blev en del af provinsen Ifriqiya.
37°30′N 2°30′Ø / 37.5°N 2.5°Ø